# Johanna Kou
Johanna Kou (* 31. Juli 1975 in Neukaledonien) ist eine neukaledonische Badmintonspielerin.

## Karriere
Kou wurde 2003 bei den Südpazifikspielen im Mannschaftswettbewerb Vizemeisterin, 2007 gelang ihr der internationale Durchbruch, als sie bei den Südpazifikspielen das Endspiel im Dameneinzel erreichte und im Damendoppel, Mixed und dem Mannschaftswettbewerb triumphierte. Bei den Ozeanienmeisterschaften 2008, die zum ersten Mal in ihrem Heimatland ausgetragen wurden, erspielte sie mit der neukaledonischen Nationalmannschaft die Bronzemedaille. Zwei Jahre später kam sie auch mit dem Damenteam unter die besten drei. Außerdem zog Kou im Dameneinzel ins Finale der Fiji International 2010 ein und siegte bei dem Wettkampf mit Arnaud Franzi im Gemischten Doppel. Einen Monat später gewann Kou mit den Nouméa International 2010 ihr nächstes von der Badminton World Federation ausgerichtetes Turnier. Auch bei der nächsten Austragung der Fiji International 2011 wurde sie zwei Mal Zweite und triumphierte im Damendoppel an der Seite von Cécile Kaddour. Bei den Pazifikspielen 2011 wurde sie im Dameneinzel Dritte, Vizemeisterin im Mixed mit Marc Antoine Desaymoz und gewann den Titel im Damendoppel und mit der neukaledonischen Auswahl. 2012 und 2014 erspielte Kou im Mannschaftswettbewerb die Bronzemedaille bei den Kontinentalmeisterschaften. Bei den Nouméa International 2015 wurde sie im Mixed mit Loic Mennesson Zweite und gewann gemeinsam mit der Neuseeländerin Maria Masinipeni im Damendoppel. Auch im nächsten Jahr konnte sie bei der Ozeanienmeisterschaft 2016 im Mannschaftsturnier die Bronzemedaille gewinnen. 2019 konnte Kou, die auch als Präsidentin des neukaledonischen Badmintonverbands tätig ist, erneut ihren Titel im Damendoppel bei den Pazifikspielen verteidigen, dieses Mal mit Dgeniva Matauli. Außerdem wurde sie im Mixed Dritte und kam mit der Nationalmannschaft ins Finale. Im gleichen Jahr wurde sie mit dem neukaledonischen Team ein weiteres Mal bei den Ozeanienmeisterschaften 2019 Dritte und konnte den Erfolg auch 2020 mit der Damenmannschaft wiederholen. Bei den Mini-Pazifikspielen erspielte Kou die Silbermedaille mit Marine Souviat und im Mannschaftswettbewerb.

## Sportliche Erfolge
| Jahr | Veranstaltung                        | Platz | Disziplin   | Spielpartner          |
| ---- | ------------------------------------ | ----- | ----------- | --------------------- |
| 2003 | Südpazifikspiele 2003                | 2.    | Mannschaft  | Neukaledonien         |
| 2007 | Südpazifikspiele 2007                | 1.    | Damendoppel | Cécile Sarengat       |
| 2007 | Südpazifikspiele 2007                | 1.    | Mixed       | Marc Antoine Desaymoz |
| 2007 | Südpazifikspiele 2007                | 2.    | Dameneinzel |                       |
| 2007 | Südpazifikspiele 2007                | 1.    | Mannschaft  | Neukaledonien         |
| 2008 | Badminton-Ozeanienmeisterschaft 2008 | 3.    | Mannschaft  | Neukaledonien         |
| 2010 | Badminton-Ozeanienmeisterschaft 2010 | 3.    | Mannschaft  | Neukaledonien         |
| 2010 | Fiji International 2010              | 1.    | Mixed       | Arnaud Franzi         |
| 2010 | Fiji International 2010              | 2.    | Dameneinzel |                       |
| 2010 | Nouméa International 2010            | 1.    | Damendoppel | Cécile Kaddour        |
| 2011 | Pazifikspiele 2011                   | 1.    | Damendoppel | Cécile Kaddour        |
| 2011 | Pazifikspiele 2011                   | 2.    | Mixed       | Marc Antoine Desaymoz |
| 2011 | Pazifikspiele 2011                   | 3.    | Dameneinzel |                       |
| 2011 | Pazifikspiele 2011                   | 1.    | Mannschaft  | Neukaledonien         |
| 2011 | Fiji International 2011              | 1.    | Damendoppel | Cécile Kaddour        |
| 2011 | Fiji International 2011              | 2.    | Mixed       | Arnaud Franzi         |
| 2011 | Fiji International 2011              | 2.    | Dameneinzel |                       |
| 2012 | Badminton-Ozeanienmeisterschaft 2012 | 3.    | Mannschaft  | Neukaledonien         |
| 2014 | Badminton-Ozeanienmeisterschaft 2014 | 3.    | Mannschaft  | Neukaledonien         |
| 2015 | Nouméa International 2015            | 1.    | Damendoppel | Maria Masinipeni      |
| 2015 | Nouméa International 2015            | 2.    | Mixed       | Loic Mennesson        |
| 2016 | Badminton-Ozeanienmeisterschaft 2016 | 3.    | Mannschaft  | Neukaledonien         |
| 2019 | Pazifikspiele 2019                   | 1.    | Damendoppel | Dgeniva Matauli       |
| 2019 | Pazifikspiele 2019                   | 3.    | Mixed       | Morgan Paitio         |
| 2019 | Pazifikspiele 2019                   | 2.    | Mannschaft  | Neukaledonien         |
| 2019 | Badminton-Ozeanienmeisterschaft 2019 | 3.    | Mannschaft  | Neukaledonien         |
| 2020 | Badminton-Ozeanienmeisterschaft 2020 | 3.    | Mannschaft  | Neukaledonien         |
| 2022 | Mini-Pazifikspiele 2022              | 2.    | Damendoppel | Marine Souviat        |
| 2022 | Mini-Pazifikspiele 2022              | 2.    | Mannschaft  | Neukaledonien         |